# Sananduva (tiểu vùng)
Sananduva là một tiểu vùng thuộc bang Rio Grande do Sul, Brasil. Tiều vùng này có diện tích 3068 km², dân số năm 2007 là 62940 người.